# Пашко, Атена-Святомира Васильевна
Атена-Святомира Васильевна Пашко (укр. Атена-Святомира Василівна Пашко; 10 октября 1931, Быстрица, (ныне Дрогобычский район) Львовское воеводство, Польская Республика — 21 марта 2012, Киев, Украина) — украинская поэтесса, правозащитник и общественный деятель. Жена известного диссидента и политика Вячеслава Черновола.

## Биография
Окончила Львовский лесотехнический институт. Со студенческих лет активно занималась защитой репрессированных деятелей украинской культуры, за что подвергалась с середины 1960-х годов различным гонениям. Ей было запрещено печатать свои произведения и регулярно совершались обыски в квартире, а по месту работы под разными предлогами объявлялись выговоры. В 1970 году после того, как она подписала обращение в Верховный суд Украинской Советской Социалистической Республики за отмену приговора Веронике Морозовой, была уволена с работы. После этого находилась под регулярным надзором Комитета государственной безопасности.
В 1991 году по решению учредительного съезда Союза украинок была избрана его председателем. После загадочной гибели в автокатастрофе в 1999 году её мужа и известного общественного деятеля Украины Вячеслава Черновола продолжила его деятельность в Народном Рухе Украины.
Умерла 20 марта 2012 года в возрасте 80 лет в Киеве. Похоронена 23 марта в одной могиле с Вячеславом Черноволом на Байковом кладбище (центральная аллея, участок № 1).

## Творчество
Является автором поэтических сборников «На перекрёстках» (Мюнхен, 1989), «На острие свечи» (Балтимор-Торонто, 1991), «Лезвие моей тропы» (Киев, 2007).

## Награды
- 18 августа 1997 — Орден княгини Ольги III ст. — за выдающийся личный вклад в духовное возрождение Украины, решение проблем семьи, женщин и детей, профессиональную и общественную деятельность на благо украинского народа[3]
- 18 ноября 2009 — Орден Свободы за выдающийся личный вклад в отстаивание национальной идеи, становление и развитие Украинского независимого государства и активную политическую и общественную деятельность[4]